# Rafa Silva
Pour les articles homonymes, voir Silva.
Rafael Alexandre Fernandes Ferreira Silva, dit Rafa Silva, né le 17 mai 1993 à Forte da Casa au Portugal, est un footballeur international portugais qui évolue au poste d'attaquant ou d'ailier au Beşiktaş JK.

## Biographie

### En club

#### Débuts et premiers pas au CD Feirense (2012-2013)
En 2002, à l'âge de 9 ans, Rafa Silva rejoint l'UA Povoense, un club portugais local, puis intègre le centre de formation du FC Alverca l'année suivante jusqu'en 2011.
En 2011, il s'engage avec le CD Feirense et joue la première saison avec l'équipe B.
La saison suivante, il intègre l'effectif professionnel du CD Feirense où il joue 46 matchs et marque 11 buts avec son club. Malgré une 13e place de deuxième division portugaise avec un total de 56 points (15 victoires 11 nuls et 16 défaites), Rafa Silva réalise une saison convaincante avec le CD Feirense et attitre l'œil de grands clubs, tels que le SC Braga.

#### Arrivée au SC Braga (2013-2016)
Le 8 juillet 2013, le SC Braga signe Rafa Silva pour une valeur de 496 000 euros. Il s'y impose vite comme un joueur clé du club et le SC Braga finit sa saison à la neuvième place du championnat qui comptait alors 16 équipes.
Pour la saison 2014-2015, son club finit à la quatrième place d'une Liga Nos agrandie à 18 clubs. Son club ne participe en revanche durant cette saison à aucune compétition européenne.
En 2015-2016, Braga finit premier de son groupe de Ligue Europa, groupe contenant l'OM, qu'ils ont battu 3-2, le FC Slovan Liberec, qu'ils ont battu 2-1 avec un but de Rafa à la 60e minute et le FC Groningue, qu'ils ont battu 1-0. Ils affrontent le FC Sion en 16es de finale et grâce à une victoire 2-1 à l'aller et à un match nul 2-2 au retour, ils les éliminent sur un score total de 4-3. En 8es de finale, ils éliminent le Fenebahçe après une défaite 1-0 à l'aller et une victoire 4-1 au retour, éliminant le club turc sur un score total de 4-2. Ils sont néanmoins éliminés par le Chakhtar Donetsk, après des défaites 2-1 à l'aller et 4-0 au retour. Rafa Silva finit tout de même troisième meilleur passeur décisif de la saison (à égalité avec 5 autres) avec 4 passes décisives réussies. Il gagne aussi la coupe du Portugal en finale contre le FC Porto.

#### SL Benfica (depuis 2016)
Le 31 août 2016, Rafa Silva signe au SL Benfica pour un transfert de 16 millions d'euros.
Pour sa première saison en 2016-2017, le SL Benfica finit champion du Portugal et finit deuxième de son groupe en Ligue des champions, après deux défaites 2-1 et 4-2 contre Naples, des victoires 1-0 et 2-0 contre le Dynamo Kiev, et des nuls 1-1 et 3-3 contre Beşiktaş. Qualifié pour les huitièmes de finale, le SL Benfica gagne à Dortmund 1-0 à l'aller avant de perdre 4-0 au retour.
Pour la saison 2017-2018, le Benfica finit deuxième du championnat, et dernier de sa poule en ligue des champions après des défaites 2-0 et 1-0 contre Manchester, 2-0 et 2-1 face au CSKA Moscou et 5-0 et 2-0 face au FC Bale.
Pour la saison 2018-2019, Benfica finit champion du Portugal devant le FC Porto et en Ligue des champions finit troisième de son groupe après des défaites 2-0 et 5-1 face au Bayern Munich, un match nul 1-1 et une défaite 1-0 face à l'Ajax et des victoires 3-2 et 1-0 face à l'AEK Athenes. Ils jouent donc la ligue Europa, en seizièmes de finale contre Galatasaray, et après un nul 0-0, élimine le club turc à l'extérieur 2-1 et file jouer contre le Dinamo Zagreb en huitièmes, qu'ils éliminent après une défaite 1-0 à l'aller par une victoire 3-0 au retour. Les Portugais ne sont éliminés qu'en quarts de finale par l'Eintracht 4-4 mais la règle du but à l'extérieur élimine les Portugais.
Durant la saison 2021-2022 avec le Benfica, il inscrit un but à la 69e minute de jeu lors de la victoire de son club 3-0 contre le FC Barcelone. Il inscrit un doublé durant la victoire de son club 6-1 contre le SC Braga le 7 novembre 2021.

## Carrière internationale
Silva a fait sa première apparition pour l'équipe du Portugal des moins de 20 ans le 23 avril 2013, contre l'Ouzbékistan. Il n'a pas été sélectionné pour la Coupe du monde des moins de 20 ans de cette année.
Le 28 février 2014, Silva a reçu sa première convocation pour l'équipe senior, pour un match d'exhibition avec le Cameroun le 5 mars. Il a joué les 45 premières minutes du match, lors d'une victoire 5-1 à Leiria. Le 19 mai, il a été nommé dans la liste finale des 23 joueurs pour la Coupe du monde de la FIFA 2014, restant inutilisé au Brésil alors que son équipe était éliminée lors de la phase de groupes.
Après avoir marqué lors des deux matchs contre l'Azerbaïdjan lors des qualifications,, Silva faisait partie de l'équipe espoirs qui a terminé finaliste du Championnat d'Europe de l'UEFA 2015 en République tchèque. Il est revenu dans l'équipe première pour l'Euro 2016, faisant sa seule apparition dans la compétition le 18 juin en entrant en tant que remplaçant à la 89e minute pour Nani lors d'un match nul 0-0 contre l'Autriche au Parc des Princes.
Silva a manqué plus de deux ans de football international de septembre 2016 à octobre 2018, revenant contre la Pologne dans la Ligue des Nations de l'UEFA; il a été sélectionné pour le tournoi final sur son sol natal où il a joué les 15 dernières minutes de la victoire 1-0 sur les Pays-Bas. 
Trois ans plus tard, il participe à la Ligue des Nations 2019 qu'il remporte avec le Portugal.  À l'Euro 2020, retardé à 2021, il a joué deux matchs de groupe en sortant du banc, gagnant un penalty et aidant Cristiano Ronaldo dans une victoire 3-0 sur l'Hongrie. 
Le 19 septembre 2022, Silva a annoncé sa retraite du football international, citant des raisons personnelles.

## Palmarès

### En club
SC Braga
- Vainqueur de la Coupe du Portugal : 2016

Benfica Lisbonne
- Vainqueur de la Coupe du Portugal : 2017
- Champion du Portugal : 2017, 2019, 2023
- Vainqueur de la Supercoupe du Portugal : 2017, 2019, 2023

### En sélection
Portugal
- Championnat d'Europe
  - Vainqueur : 2016
- Ligue des nations
  - Vainqueur : 2019